# Lexikon für Österreich
Das Lexikon für Österreich ist ein mehrbändiges Nachschlagewerk, welches insbesondere staatsbezogen österreichische Inhalte berücksichtigt.

## Geschichte und Umfang
Der erste Band des auf 20 Bände angelegten Lexikons wurde zum österreichischen Nationalfeiertag am 26. Oktober 2005 herausgegeben, die weiteren Bände folgten bis Ende Februar 2006. Es war unter anderem als Beitrag des ORF zur 60-Jahr-Feier der Zweiten Republik Österreich gedacht. Nach Angaben des Brockhaus-Verlags war das Lexikon finanziell ein Flop; es wird für den Ausfall der Dividende für das Jahr 2005 mitverantwortlich gemacht.
Als Verleger wird der Duden-Verlag angegeben; der Inhalt wurde von einem ORF-Mitarbeiterteam unter der Federführung von Werner Mück und Alfred Treiber um Österreich-Stichworte ergänzt. Zusätzlich enthält jeder Band etwa zehn Essays unter dem Titel Blitzlichter. Diese beleuchten einige österreichbezogene Stichworte und Persönlichkeiten in etwas ausführlicherer Weise; die Texte dafür stammen durchwegs aus Fernseh- und Rundfunkbeiträgen des ORF.
Das Lexikon umfasst 150.000 Stichwörter und etwa 8.500 Abbildungen und Grafiken. Vom Text her ist es weitgehend identisch mit dem Brockhaus in 5 Bänden (etwa 140.000 Stichworte). Jedoch wurden Abbildungen und Grafiken für Österreich angepasst sowie geografische, historische und personenbezogene Artikel mit Österreichbezug zusätzlich eingefügt.

## Publikation
- Österreichischer Rundfunk; Joachim Weiß (Red.): Das Lexikon für Österreich in 20 Bänden. mit ausgewählten Beiträgen aus den ORF-Redaktionen. 1. Auflage. Dudenverlag, Mannheim/Wien 2006, ISBN 3-411-17620-2.